# Айстедвод
Айстедвод (валл. Eistedfodd [əiˈstɛðvɔd] — це «посиденьки»; мн. eisteddfodau [ə(i)stɛðˈvɔdaɨ]) — щорічний фестиваль валлійських бардів (музика, поезія, література), триває протягом тижня, проводиться з дохристиянських часів.

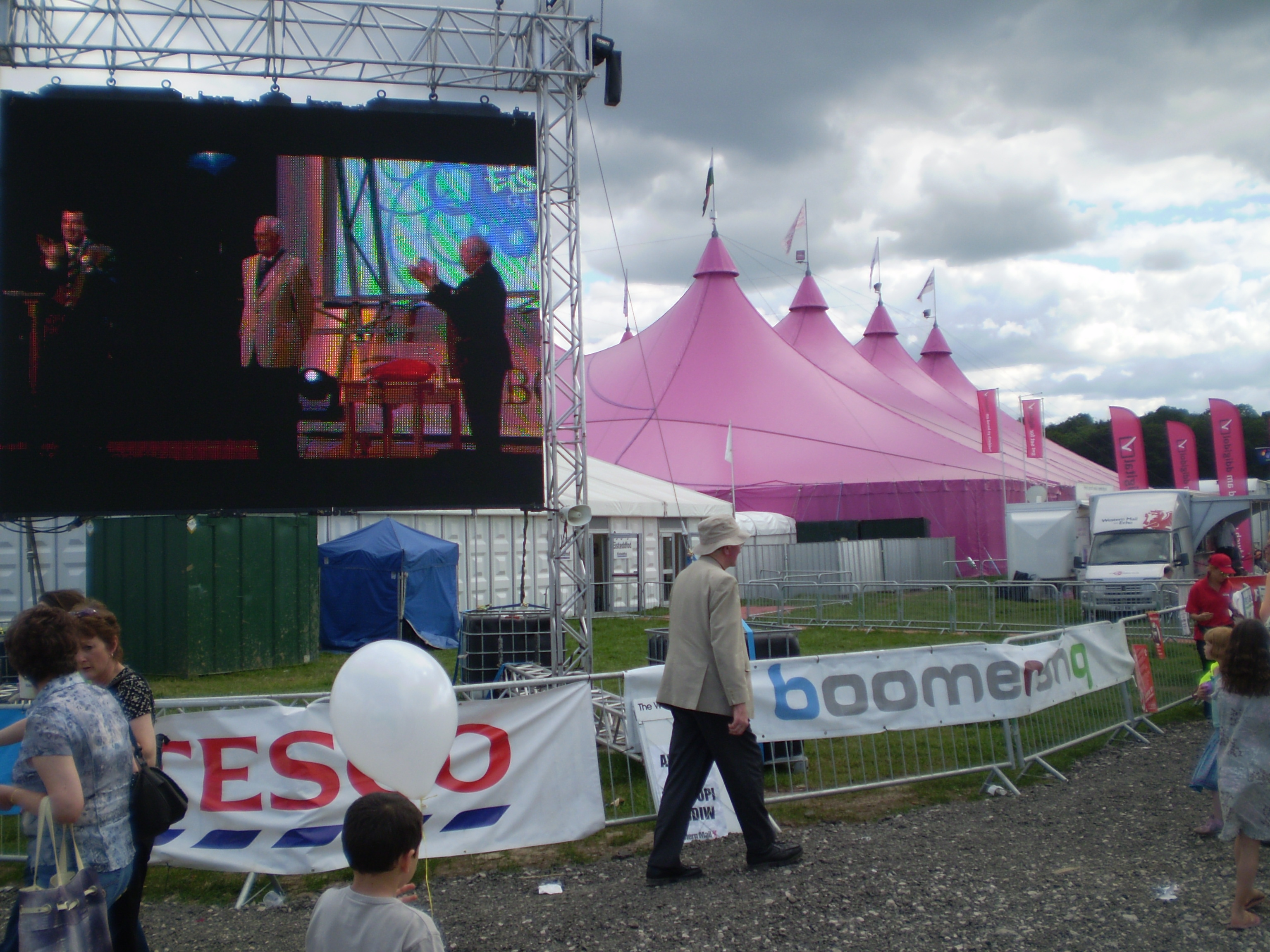
Айстедвод-2007

Слово сформовано з двох валійських морфем (eistedd — сидіти, та bod — бувати, відвідувати).
Традиція проведення цього заходу у валійських майстрів своєї справи відноситься, щонайменше, до XII століття. Тоді фестиваль поезії і музики відбувся в замку Кардиган в 1176 році і проводився людиною на ім'я Рис ап Грифід, який був правителем валійського королевства Дехейбарт, але у зв'язку із занепадом бардівських традицій, фестиваль деякий час не проводився. Сьогоднішній формат проведення свята в багато чому зобов'язаний відродженню XVIII століття.
Аналоги фестивалю проводяться в США, Австралії, Аргентині тощо.